# Iván Thays Vélez
Iván Daniel Thays Vélez (Lima, 21 de outubro de 1968) é um escritor peruano.

## Biografia
Estudou literatura na Pontifícia Universidade Católica do Peru, onde também foi professor. Com a publicação de Las fotografias de Frances Farmer, o seu primeiro livro, no início dos anos 90, tornou-se um dos escritores mais singulares da sua geração.
Iván Thays apresentou, durante alguns anos, um polêmico programa de televisão sobre livros. Também mantém o blog Moleskine Literario.
Em 2007, foi eleito um dos 39 melhores escritores latino-americanos com menos de 39 anos.

## Prémios
- Finalista do Prémio Copé 2008 com o conto La ópera gris
- Prémio Príncipe Claus 2000 (Holanda)
- Finalista do Prémio Rómulo Gallegos 2001 com a novela La disciplina de la vanidad
- Finalista do Prémio Herralde 2008 com Un lugar llamado Oreja de Perro

## Obras
- Las fotografías de Frances Farmer, 1992
- Escena de caza, 1995
- El viaje interior, 1999
- La disciplina de la vanidad, 2000
- Un lugar llamado Oreja de Perro, 2009 [2][3]
- Un sueño fugaz, 2011[3]